# Ievan polkka
Ievan polkka (östfinska för "Evas polka") är en finsk sång. Den är en traditionell finsk polkamelodi som Eino Kettunen (1894–1964) skrev text till. 
Sången har spelats in flera gånger, första gången 1937. Bland annat förekommer den i finska musikkomedifilmen Flottarkärlek (1952, originaltitel: On lautalla pienoinen kahvila). 
Mest känd under senare tid har den blivit genom den finländska folkmusikgruppen Loituma, som 1995 sjöng den a cappella på skiva. 
År 2006 klipptes ett sångutdrag ihop med en anime-illustration och lades ut på Youtube. Den har även blivit en av Vocaloiden Hatsune Mikus mest kända sånger.

## Handling och stil
Sången, vars handling förmodligen utspelar sig under tidigt 1900-tal, sjungs ursprungligen av en ung man som är intresserad av flickan Eva. Efter en danskväll hos grannen har pojken och Eva samlag, vilket inte tas väl upp av flickans mamma som skäller ut mannen och får Eva att gråta. Mannen ber henne sköta sitt och inte lägga sig i något som hon inte har med att göra. Han är förälskad i Eva och lovar att stanna hos henne.
De finska orden i sången är på mycket tät Savolax-dialekt, och den skiljer sig ganska mycket från standardfinska. 